# Nemak
Nemak, S.A.B. de C.V. er en mexicansk producent af bildele som motorblokke, cylinderhoveder, transmissioner og andre bildele i aluminium.
Det er et datterselskab til ALFA Group.